# Имена на български футболни отбори
Списък с имена по произход на българските футболни отбори представя имената и техният произход на по-известните футболните отбори от България.

## Спортни
- Рилски спортист
- Спортист (Своге)
- ЦСКА – Централен спортен клуб на армията

## Етноси
- Славия – от славяни

## Личности

### Христо Ботев
- Ботев (Враца)
- Ботев (Пловдив)
- Ботев 1921 (Златарица)
- Ботев (Луковит)
- Ботев (Бобошево)
- Ботев (Нови Пазар)
- Ботев 2000 (Борово)
- Ботев (Българене)
- Ботев (Вълчитрън)
- Ботев (Грамада)
- Ботев (Гълъбово)
- Ботев (Дебелец)
- Ботев (Димово)
- Ботев (Долна Митрополия)
- Ботев (Ихтиман)
- Ботев (Козлодуй)
- Ботев (Криводол)
- Ботев 1 (Батановци)
- Ботев (Брестак)
- Ботев 2009 (Джерман)
- Ботев (Друган)
- Ботев (Комарево)
- Ботев (Копривец)
- Ботев (Крайници)
- Ботев (Лозно)
- Ботев (Момина клисура)
- Ботев 2013(Попица)
- Ботев 1936 (Професор Иширково)
- Ботев (Рогозен)
- Ботев (кв. Дебър, Първомай)
- Ботев (Рогош)
- Ботев (Рупци)
- Ботев (Трънчовица)
- Ботев 2023 (Варна)

### Васил Левски
- Левски (София)
- Левски (кв. Драгалевци, София)
- Левски (Главиница)
- Левски (Горна Митрополия)
- Левски (Долна баня)
- Левски 1923 (Елин Пелин)
- Левски (Карапелит)
- Левски (Карлово) -
- Левски (Кочериново)
- Левски 2005 (Крумовград)
- Левски (Крупник)
- Левски 2007 (Левски)
- Левски (Лом)
- Левски (Лясковец)
- Левски (Омуртаг)
- Левски (Стара Загора)
- Левски 1986 (Стражица)
- Левски (Брест)
- Левски (Егълница)
- Левски (Караманово)
- Левски (Карапелит)
- Левски (Комощица)
- Левски (Младово)
- Левски (Новград)
- Левски-05 (Одърне)
- Левски (Оризово)
- Левски (Паталеница)
- Левски (Писарово)
- Левски (Подайва)
- Левски (Сирищник)
- Левски (Сърнево)
- Левски (Сухаче)
- Левски (Чепинци)
- Левски Вида Олимекс (Покрайна)
- Левски-Хюндай (Стара Загора)

## хан Кубрат
- ФК Кубрат 2007 (Кубрат)

## цар Самуил
- Самуил (Самуилово)

## Георги Раковски
- Видима-Раковски
- Раковски (Ивайловград)
- Раковски (Калипетрово)
- Раковски (Раковски)
- Раковски (Раковски)

## Гоце Делчев
- Гоце Делчев (Асеновград)

## Стефан Караджа
- Караджата (Брадвари)

- Стефан Караджа (Срем)
- Стефан Караджа (Стражица)

## Георги Бенковски
- Бенковски (Бяла)
- Бенковски (Костенец)
- Бенковски (Костинброд)
- Бенковски 2002 (Пазарджик)
- Бенковски (Симеоновград)
- Бенковски (Българско Сливово)
- Бенковски (Габровница)
- Бенковски (Зимница)
- Бенковски (Копаница)
- Бенковски (Куртово Конаре)
- Бенковски (Лесковец)
- Бенковски (Николаево)
- Бенковски (Опанец)
- Бенковски (Пищигово)
- Бенковски (Подгорица)
- Бенковски 53 (Сапарево)
- Бенковски (Салманово)
- Бенковски (Септемврийци)
- Бенковски 2006 (Црънча)
- Бенковски 2007 (Крива бара)

### Спартак
- Спартак (Варна)
- Спартак (Плевен)
- Спартак (Пловдив)
- Спартак (кв. Младост, София)
- Спартак (Пещера), старо име на ФК „Свобода“
- Спартак 2001 (Пирдоп)
- Спартак (Самоков)
- Спартак (Сливен)
- Спартак (Калугерово)
- Спартак (Койнаре)
- Спартак (Божурица)
- Спартак (Болярци)
- Спартак (Бошуля)
- Спартак (Бъзън)
- Спартак (Бяла, Сл)
- Спартак (Врабево)
- Спартак 2004 (Долно Дряново)
- Спартак 2008 (Избеглии)
- Спартак (Муселиево)
- Спартак (Мустрак)
- Спартак (Ново село)
- Спартак (Подгумер)
- Спартак 2005 (Пробуда)
- Спартак (Първенец)
- Спартак 2007 (Склаве)
- Спартак (Триводици)
- Спартак (Търнава)
- Спартак (Хотанца)
- Спартак (Щърково)

### Други личности
- Марек – МАРЕК е прякор на Станке Димитров, абревиатура на Марксист-Антифашист-Революционер-Емигрант-Комунист
- Панайот Волов – Панайот Волов

## Селища и местности

### Селища
- Бдин – Бдин е старо име на Видин
- Берое – Берое е старо име на Стара Загора
- Велбъжд – Велбъжд е старо име на Кюстендил
- Доростол – Доростол е старо име на Силистра
- Любимец – на град Любимец
- Монтана – на град Монтана
- Несебър – на град Несебър
- Провадия – на град Провадия
- Свиленград 1921 – на град Свиленград
- ФК Силистра 2009 – на град Силистра
- Сливен 2000 – на град Сливен

### Балкан
старо име на Стара планина
- Балкан (Белоградчик)
- Балкан (Ботевград)
- Балкан (Варвара)

### Беласица
на планината Беласица
- Беласица

### Верила
на планината Верила
- Верила (Дрен)
- Верила (Равно поле)

### Витоша
на планината Витоша
- Витоша (Бистрица)
- Витоша 2013 (Долна Диканя)
- Витоша (Требич)

### Огражден
на планината Огражден
- Огражденец (Кърналово)

### Осогово
на планината Осогово
- Осогово (Багренци)

### Пирин
на планината Пирин
- Пирин (Благоевград)
- Пирин (Гоце Делчев)
- Пирин (Разлог)
- Пирин (Брезница)
- Пирин (Земен)
- Пирин-Барса (Борово)
- Пирински миньор (Брежани)

### Рила
на планината Рила
- Рила (Белица)
- Рилски спортист
- Рилец 1948 (Ресилово)
- Рилски орли (Бистрица, Кн)

### Родопи
на планината Родопи
- Родопа (Смолян)
- Родопи 1935 (Момчилград)
- Родопи 1921 (Козарско)
- Родопи (Дебръщица)
- Родопи (Рибново)
- Родопи (Сатовча)
- Родопи 2012 (Червен)
- Родопски партизани (Храбрино)
- Родопски сокол (Кърджали)

### Сакар
на планината Сакар
- Сакарски спортист (Тополовград)

### Странджа
на планината Странджа
- Странджа (Малко Търново)
- Странджа-Агрокон (Средец)
- Странджанец (Царево)

### Вихрен
на връх Вихрен
- Вихрен (Сандански)

### Бузлуджа
на връх Бузлуджа
- Бузлуджа (Кюстендил)
- Бузлуджа (Енина)

### Ком
на връх Ком
- Ком-Миньор
- Ком-Миньор (Драганица)

### Мусала
на връх Мусала
- Мусала (Рила)
- Мусала-2007 (Дупница)

### Околчица
на връх Околчица
- Околчица (Моравица)

### Руен
на връх Руен
- Руен (Богослов)
- Руен-2008 (Руен)

### Шипка
на връх Шипка
- Шипка (Драгор)
- Шипка 1955 (Мало Конаре)
- Шипка-2006 (Малорад)
- Шипка 2015 (Асеновград)
- Шипка (Лион, Франция)

### Арда
на река Арда
- Арда
- Арда 2003 (Стамболово)

### Ахелой
на река Ахелой
- Ахелой (Ахелой)

### Видима
на река Видима
- Видима-Раковски
- Видима-Душево (Душево)

### Дунав
на река Дунав
- Дунав (Русе)
- Дунав (Дунавци)
- Дунав (Гиген)
- Дунав (Вардим)
- Дунав (Гомотарци)
- Дунав (Долни Цибър)
- Дунав (Сливо поле)
- Дунав 09 (Лесковац)
- Дунав 98 (Селановци)
- Дунавска чайка (Сомовит)
- Дунавски студент (Свищов)

### Ерма
на река Ерма
- Ерма (Трън)

### Искър
на река Искър
- ФК Нови Искър (Нови Искър)
- Искър (Роман)
- Искър (кв. Враждебна, София)
- Искър (кв. Дружба, София)
- Искър (Герман)
- Искър (Долни Луковит)
- Искър (Кубратово)
- Искър (Ореховица)
- Искър 1923 (Роман)
- Искър 2005 (Лакатник)

### Марица
на река Марица
- Марица
- Марица (Крумовград)
- Марица (Симеоновград)
- Марица (Белово)
- Марица (Маноле)
- Марица (Мененкьово)
- Марица (Милево)
- Марица (Огняново)
- Марица (Радиново)
- Марица (Цалапица)
- Марица 1951 (, кв. Любеново, Първомай)
- Марица 2006 (Градина)
- Марица (Ясно поле)
- Хебър – Хебър е старо име на река Марица

### Осъм
на река Осъм
- Осъм (Козар Белене)

### Росица
на река Росица
- Росица (Поликраище)
- Росица (Стоките)

### Струма
на река Струма
- Струмска слава (Радомир)
- Струма (Кралев Дол)
- Струма (Марикостиново)
- Струма (Микрево)
- Струма (Нов чифлик)
- Струма (Струмяни)

### Тимок
на река Тимок
- Тимок (Брегово)

### Тунджа
на река Тунджа
- Тунджа (Ямбол), старо име на ФК „Ямбол“
- Тунджа (Веселиново)
- Тунджа-2007 (Желю войвода)
- Тунджа (Копринка)
- Тунджа-2009 (Мечкарево)
- Тунджа 2006 (Тенево)
- Тунджа 2006 (Ягода)
- Тунджа спорт (Елхово)

### Янтра
на река Янтра
- Етър – Етър е старо име на река Янтра
- Янтра (Габрово)
- Янтра (Полски Тръмбеш)
- Янтра (Драганово)
- Янтра (Долна Студена)
- Янтра (Ценово)

### Черно море
на Черно море
- Черно море
- Черно море-Тополас (Тополи)
- ПСФК Черноморец (Бургас)
- Черноморец (Балчик)
- Черноморец (Бяла)
- Черноморец (Чернево)
- Черноморски спортист (Обзор)

#### Носове в басейните
- Калиакра – нос Калиакра

### Местности
- Добруджа – географската област Добруджа
- Тракия – географската област Тракия
- Загорец (Нова Загора) – географската област Загора
- Лудогорец (Разград) – географската област Лудогорие

## Фирми
- Арсенал (Казанлък) – завод Арсенал, Казанлък
- Литекс – фирма Литекс Комерс
- Нафтекс – Фирма Нафтекс
- Аристон – фирма Аристон
- Видима-Раковски – завод Идеал Стандарт – Видима, Севлиево
- Горубсо (Мадан) – рудодобивна компания ГОРУБСО АД, абревиатура на ГОрное РУдодное Болгаро – Советское Общество
- Марисан (Русе) – доставчик на строителни материали
- Дунарит (Николово, Рс) – „Дунарит“ е производител на авиационни, артилерийски и инженерни боеприпаси

## Професионално насочени

### Енергетика
- Нефтохимик (Бургас)
- Първа атомна (Козлодуй)
- Енергетик (Перник)

### Военни
- ЦСКА – Централен спортен клуб на армията
- ЦСКА 1948 – Централен спортен клуб на армията
- ЦеСеКа – Централен спортен клуб на армията

### ЖП транспорт
- Локомотив (Мездра)
- Локомотив (Пловдив)
- Локомотив (София)
- Локомотив (Стара Загора)
- Локомотив (Горна Оряховица)
- Локомотив (Дряново)
- Локомотив 2006 (Вакарел)
- Локомотив (Генерал Тодоров)
- Локомотив (Дамяница)
- Локомотив (Каолиново)
- Локомотив 2008 (Каспичан)
- Локомотив (Русе)
- Локомотив (Септември)
- Локомотив (гара Самуил)
- Локомотив (Тулово)
- Локомотив (Хан Крум)
- Локомотив (Черноград)

### Миньорски
- Миньор (Перник)
- Миньор (Раднево)
- Ком-Миньор
- Миньор (Рудозем)
- Миньор (Елешница)
- Миньор (Бобов дол)
- Миньор (Бухово)
- Миньор (Боров дол)
- Миньор (Елшица)
- Миньор (Рудник)
- Ком-Миньор (Драганица)

### Студентски
- Академик (Свищов)
- Академик (София)
- Академик (Веселец)
- Академик (Габрово)
- Академик Бона (Търговище)

### Спортни
- Спортист (Своге)

## Събития
- Септември (София) – Комунистическия преврат от 09.09.1944 г.
- Септември (Симитли) – Комунистическия преврат от 09.09.1944 г.
- Чавдар (Етрополе) – Комунистическия терор в България по време на Втората световна война 1941 – 1944 г.[1]
- Чавдар (Бяла Слатина) – Комунистическия терор в България по време на Втората световна война 1941 – 1944 г.[2]

- Чавдар (Троян) – Комунистическия терор в България по време на Втората световна война 1941 – 1944 г.[3]

- Чепинец (Велинград) – Комунистическия терор в България по време на Втората световна война 1941 – 1944 г.[4]

- Сливнишки герой (Сливница) – Сръбско-българската война (1885)

## Двойни имена
- Рилски спортист
- Видима-Раковски
- Ком-Миньор

## Неопределени
- Асеновец – името произлиза от династията Асеневци или от името на града (което също произлиза от Асеневци)
- Светкавица
- Белите орли
- Атлетик